# Stepówka piaskowa
Stepówka piaskowa (Pterocles coronatus) – gatunek średniej wielkości ptaka z rodziny stepówek (Pteroclidae). Występuje w północnej części Afryki oraz w południowo-zachodniej Azji. Nie jest zagrożony.

## Morfologia

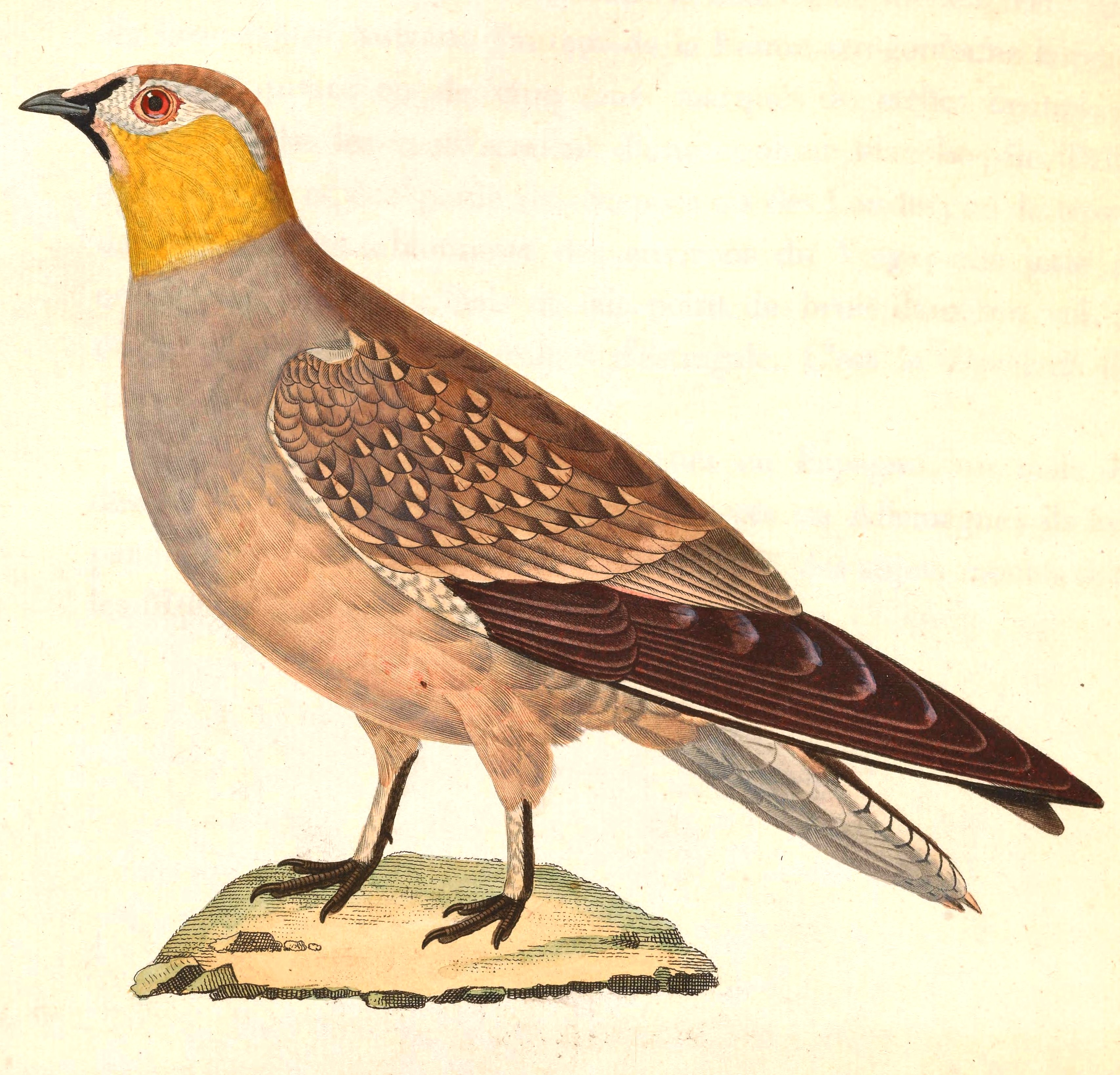
Samiec na ilustracji z 1838 roku

Długość ciała wynosi 27–30 cm, masa ciała 250–300 g. Dziób ma długość ok. 1,52 cm, skrzydło (zgięte) 19,6 cm, skok 3 cm. Głowa rdzawa, szeroka szara brew. Okolice oczu i dzioba białawe. U samców od dzioba do rdzawego paska na wierzchu głowy biegnie czarny pasek. Pióra na karku, piersi i grzbiecie samic szarobrązowe w piaskowym odcieniu, posiadają czarny pasek na końcu. U samców szare. Pióra na skrzydłach podobne, lecz czarnych pasków jest więcej; samce posiadają brązowe lotki. U samicy głowa pokryta podobnym wzorem z rdzawopiaskowym gardłem. Sterówki podobne jak lotki.

## Podgatunki i zasięg występowania
Wyróżnia się następujące podgatunki:
- P. c. coronatus Lichtenstein, 1823 – zachodnia i centralna Sahara do wschodniego Egiptu i północnego Sudanu
- P. c. vastitas R. Meinertzhagen, 1928 – półwysep Synaj do Izraela i Jordanii
- P. c. saturatus Kinnear, 1927 – północny Oman
- P. c. atratus Hartert, 1902 – Półwysep Arabski do południowego Afganistanu
- P. c. ladas Koelz, 1954 – Pakistan

## Ekologia i zachowanie
Biotop
Zarówno piaszczyste, jak i kamienne pustynie i półpustynie.
Behawior
Znosi temperaturę powyżej 50 °C. Żywi się nasionami i pędami roślin zbieranymi z ziemi. W porze suchej, między kwietniem i wrześniem, przystępuje do lęgów; gniazda w liczbie 2–3 składane są na ziemi. Samiec wysiaduje w nocy, ze względu na mniej maskujące ubarwienie.

## Status
Międzynarodowa Unia Ochrony Przyrody (IUCN) uznaje stepówkę piaskową za gatunek najmniejszej troski (LC – Least Concern) nieprzerwanie od 1988 roku. Liczebność światowej populacji nie została oszacowana, ale ptak ten opisywany jest jako szeroko rozpowszechniony i pospolity w większości zasięgu występowania, choć rzadki w północno-zachodniej Afryce, oraz pospolity, a miejscami bardzo pospolity w Algierii. Ze względu na brak dowodów na spadki liczebności bądź istotne zagrożenia dla gatunku, BirdLife International uznaje trend liczebności populacji za stabilny.